# دیباخ
دیباخ (به آلمانی: Diebach) یک شهر در آلمان است که در آنسباخ واقع شده‌است.